# Ivan A. Getting
Ivan Alexander Getting (* 18. Januar 1912 in New York City; † 11. Oktober 2003 in Coronado, Kalifornien) war ein US-amerikanischer Physiker und Ingenieur für Elektrotechnik.

## Leben
Getting wurde als Sohn einer slowakischen Einwandererfamilie in New York City geboren. Er verbrachte seine Kindheit in Pittsburgh, Pennsylvania. Getting studierte in den 1930er Jahren am Massachusetts Institute of Technology und an der Oxford University. Im Zweiten Weltkrieg war er Mitarbeiter unter Henry L. Stimson beim US-amerikanischen Militär im Bereich der Radarabwehr. Nach dem Krieg war er von 1951 bis 1960 beim US-amerikanischen Unternehmen Raytheon Corporation tätig. 1960 wurde er Gründungspräsident des Unternehmens Aerospace Corporation, das er bis 1977 leitete.  Er gilt gemeinsam mit Bradford Parkinson und Roger L. Easton als Erfinder des Global Positioning System (GPS).

## Preise und Auszeichnungen (Auswahl)
- Medal for Merit vom US-amerikanischen Präsidenten, 1948
- Naval Ordnance Development Award
- Air Force Exceptional Service Award, 1960
- IEEE Aerospace and Electronic Systems Pioneer Award, 1975
- Kitty Hawk Award, 1975
- IEEE Founders Medal, 1989
- Department of Defense Medal for Distinguished Public Service, 1997
- John Fritz Medal, 1998
- Air Force Space and Missile Pioneers Hall of Fame at Peterson Air Force Base in Colorado Springs
- San Diego Aerospace Museum’s International Aerospace Hall of Fame, 200
- Navy Superior Public Service Award, 1999
- National Academy of Engineering Charles Stark Draper Prize (gemeinsam mit Bradford Parkinson, 2003)
- National Inventors Hall of Fame (posthum 2004)
- MIT150 Liste

## Mitgliedschaft
1941 wurde Getting Fellow der American Physical Society. 1948 wurde er in die American Academy of Arts and Sciences gewählt.